# Muteesa II Stadium
El Muteesa II Stadium es un estadio de usos múltiples en la ciudad de Kampala, en el país africano de Uganda. Actualmente se utiliza sobre todo para los partidos de fútbol y sirve como sede principal del club de fútbol Express de la Super Liga (Super League) de Uganda. El estadio tiene una capacidad de 20 200 personas. Recibe ese nombre en honor de Mutesa II de Buganda, un antiguo rey local.